# 181279 Iapyx
181279 Iapyx este o planetă minoră (asteroid) din Asteroid troian al lui Jupiter. A fost descoperită pe 22 ianuarie 2006 la Tenagra II Observatory⁠(d) de Jean-Claude Merlin⁠(d). 
Obiectul prezintă o orbită caracterizată de o semiaxă mare de 775.755.000 km, o excentricitate de 0,063, o înclinație de 22,51377 ° în raport cu ecliptica.